# Xanthogramma anisomorpha
Xanthogramma anisomorpha är en tvåvingeart som beskrevs av Huo, Ren och Zheng 2007. Xanthogramma anisomorpha ingår i släktet kilblomflugor, och familjen blomflugor. Inga underarter finns listade i Catalogue of Life.